# Phraortes speciosus
Phraortes speciosus är en insektsart som beskrevs av Chen, S.C. och Yun He He 1992. Phraortes speciosus ingår i släktet Phraortes och familjen Phasmatidae. Inga underarter finns listade i Catalogue of Life.